# تونی ستنسکی
تونی ستنسکی (به انگلیسی: Tony Cetinski) (زاده ۳۱ می ۱۹۶۹) خواننده کروات است.
او نماینده کرواسی در مسابقه آواز یوروویژن ۱۹۹۴ بود.